# Mount Richardson Park
Mount Richardson Park är en park i Kanada.   Den ligger i Sunshine Coast Regional District och provinsen British Columbia, i den sydvästra delen av landet, 3 600 km väster om huvudstaden Ottawa. Mount Richardson Park ligger 813 meter över havet.
Terrängen runt Mount Richardson Park är kuperad åt sydost, men åt nordväst är den bergig. Havet är nära Mount Richardson Park åt nordväst. Runt Mount Richardson Park är det mycket glesbefolkat, med 3 invånare per kvadratkilometer.. Närmaste större samhälle är Sechelt, 9,7 km söder om Mount Richardson Park. 
I omgivningarna runt Mount Richardson Park växer i huvudsak barrskog.